# Gewane
Gewane – miasto w północno-wschodniej Etiopii. Położone w Strefie Administracyjnej nr 3 Regionu Afar, na wysokości 618 m n.p.m. Lokalnie jest znane jako Nowe Gewane. Położone jest 2 kilometry na wschód od miejscowości Stare Gewane. Jest również stolicą Woredy Gewane. Według danych szacunkowych na rok 2010 liczy 13 047 mieszkańców.